# التهاب الحنجرة
التهاب الحنجرة (بالإنجليزية: Laryngitis)‏ يسبب تغيير أو فقدان الصوت نتيجة تهييج قي ثنايا الصوت (الأحبال صوتية)
يسمى التهاب حاد إذا استمر لمدة أقل من بضعة أيام وغير ذلك يسمى التهاب مزمن ويمكن أن تستمر لمدة تزيد عن الثلاث أسابيع.

## الأسباب
- عدوى فيروسية.
- عدوى بكتيرية.
- عدوى فطرية.
- نتيجة الاستخدام الزائد للأحبال صوتية.[3][4][5][6][7]
- التدخين.
- شرب المواد الكحولية.
- السعال المستمر.

## الأعراض
أعراض التهاب الحنجرة تختلف، تبعا لشدة المرض وأيضا تبعاً للسبب.
وأكثر الأعراض شيوعا هي أعراض اضطراب الكلام، وتتراوح بين خشونة قي الصوت إلى فقدان تام للقدرة على الكلام.
وتشمل الأعراض الأخرى ما يلي :
- جفاف الحلق.
- السعال، والتي يمكن أن يكون من الأعراض، أو سبب التهاب الحنجرة.
- صعوبة في البلع.
- الإحساس تورم في منطقة الحنجرة.
- تضخم الغدد اللمفاوية في الحلق والصدر.
- حمى.
- صعوبة في التنفس (ومعظمهم من الأطفال).
- صعوبة في تناول الطعام.

## العلاج
في معظم الحالات، تكون الأعراض المصاحبة لالتهاب الحنجرة مرتبطة ارتباطا مباشرا للعامل المسبب للمرض ،مثل العدوى وقي الحالات الناجمة عن الاستخدام المفرط للصوت لا توجد هناك أعراض أخرى غير ضعف الصوت.
وعندما يستمر التهاب الحنجرة، أو بحة في الصوت لمدة أكثر من أسبوعين قد يكون مؤشرا على اضطراب الصوت وينبغي متابعتها مع الطبيب الخاص بالصوتيات.
إذا كان التهاب الحنجرة نتيجة ارتداد معدي :
- على المريض قد تكون تعليمات باتخاذ أدوية علاج الارتداد المعدى.

إذا كان التهاب الحنجرة ويرجع ذلك إلى عدوى بكتيرية أو فطرية :
- يمكن للمريض أن يتناول المضادات الحيوية أو الأدوية المضادة للفطريات.

إذا كانت بحة أو فقدان الصوت نتيجة لوجود عقد على الأحبال الصوتية :-
- قد يوصي الأطباء لبرنامج علاجي وقد يشمل عملية جراحية و/ أو علاج النطق.
- الحد من الضغط على الاحبال الصوتية نتيجة الصوت العال الحاد المتكرر.

## الوقاية
للوقاية من إلتهاب الحنجرة يجب اتباع التعليمات التالية :
- تجنب التدخين بكافة أشكاله .
- عدم تناول الكحول .
- الإكثار من شرب السوائل .
- الإبتعاد عن المصابين بالعدوى التنفسية .